# Славе Мицев
Славе А. Мицев е български либерал, кмет на Дупница.

## Биография
Славе Мицев е роден през 1882 година в Дупница, тогава в Османската империя. По професия е юрист, а като политик е член на местната Народнолиберална партия. Избран е за кмет през 1915 година, когато заради настъпилата национална катастрофа в общинския съвет влизат първите социалисти. По време на управлението му в града се провеждат редовни митинги и протести. След 1917 година когато напуска поста на кмет в общинската управа настъпва криза и до 1920 година не е избран кмет, а функциите му се изпълняват от временно избран управителен съвет. Славе Мицев умира през 1941 година.